# M3 Scout Car
Разведывательная машина M3 (англ. Scout Car M3) — лёгкий многоцелевой бронетранспортёр США периода Второй мировой войны. 
M3 активно использовался во Второй мировой войне в качестве разведывательно-дозорной машины, лёгкого бронетранспортёра, командно-штабной машины, артиллерийского тягача или носителя вооружений, обычно — миномёта.

## История
Бронеавтомобиль был создан в 1937 году как дальнейшее развитие M2. Серийное производство велось с 1937 года по 1944 год, всего было выпущено 20 994 машин этого типа. Бронеавтомобиль был снят с вооружения большинства использовавших его государств вскоре после окончания Второй мировой войны, однако в некоторых государствах M3 оставались вплоть до 1990-х годов.
В 1937 году были собраны два прототипа М2Е1, 1 М2А1 (стандартизирован как М3) и 35 серийных М3. В следующем году построили 39 и в 1939 году еще 25 машин М3.
| Год   | 1     | 2     | 3     | 4     | 5     | 6     | 7     | 8     | 9     | 10    | 11    | 12    | Всего |
| ----- | ----- | ----- | ----- | ----- | ----- | ----- | ----- | ----- | ----- | ----- | ----- | ----- | ----- |
| 1940  | 274   | 274   | 274   | 274   | 274   | 274   | 13    |       |       | 145   | 162   | 231   | 825   |
| 1941  | 376   | 375   | 446   | 424   | 187   |       |       |       |       | 26    | 61    | 13    | 1908  |
| 1942  |       |       |       | 295   | 390   | 814   | 1126  | 1073  | 1030  | 680   | 989   | 649   | 7046  |
| 1943  | 887   | 1312  | 607   | 926   | 926   | 911   | 915   | 915   | 915   | 465   | 465   | 930   | 10174 |
| 1944  | 300   | 301   | 340   |       |       |       |       |       |       |       |       |       | 941   |
| Всего | Всего | Всего | Всего | Всего | Всего | Всего | Всего | Всего | Всего | Всего | Всего | Всего | 20894 |

## Варианты и модификации
- M3 — первая серийная модель образца 1937 года.
- M3A1 — модель образца 1940 года.

- M3A1E1 — вариант с дизельным двигателем (изготовлено около 100 машин).

- M3A1 Command Car — командно-штабная машина образца 1943 года.

## Боевое применение
По программе Ленд-Лиз было поставлено 10975 машин:
- Великобритания — 6997
- СССР — 3340
- Франция — 287
- Китай — 139
- Бразилия — 84
- Прочие страны Латинской Америки — 128

В Советском Союзе
|          | Поступило | Списано | Наличие |
| -------- | --------- | ------- | ------- |
| 1.1.1943 | 261       | 461     |         |
| 1.1.1944 | 608       | 461     | 408     |
| 1.7.1944 | 1313      | 70      | 1651    |
| 1.1.1945 | 641       | 451     | 1841    |
| 1.6.1945 | 211       | 110     | 1942    |

К 1 июня 1945 года в РККА числилось 1942 машины, из которых 1347 были во фронтовых частях, 278 в военных округах и 317 на ремзаводах.
Из числа списанных М3А1 следует исключить 6 машин, переданных Войску Польскому.
- Вторая мировая война (1939—1945) — активно применялся армией США, более 11 тыс. по программе ленд-лиза было передано союзникам: для армии Великобритании, Канады, СССР, а также бельгийских, польских и французских воинских частей, действовавших на западном фронте и в Северной Африке. Некоторое количество трофейных машин поступило на вооружение ВС Германии (вермахта).
- Индокитайская война (1945—1954) — применялся французской армией, некоторое количество было передано южновьетнамским вооружённым силам.
- Арабо-израильская война 1948—1949 годов — находился на вооружении израильской армии.
- Война за независимость Алжира (1954—1962) — применялся французской армией.
- Кубинская революция (1956—1959) — 24 бронеавтомобиля, полученные по программе военной помощи из США, находились на вооружении правительственной армии.

## Где можно увидеть
- Россия — Музей отечественной военной истории в деревне Падиково Истринского района Московской области.
- Россия — музей военной техники «Боевая слава Урала» г. Верхняя Пышма Свердловской области.
- Россия — Донской военно-исторический музей в хуторе Недвиговка Ростовской области.